# Aeschynomene batekensis
Aeschynomene batekensis är en ärtväxtart som beskrevs av Troch. och Jean Koechlin. Aeschynomene batekensis ingår i släktet Aeschynomene och familjen ärtväxter. Inga underarter finns listade i Catalogue of Life.